# Thinobius brachypterus
Thinobius brachypterus är en skalbaggsart som beskrevs av Leconte 1877. Thinobius brachypterus ingår i släktet Thinobius och familjen kortvingar. Inga underarter finns listade i Catalogue of Life.